# Neosilba perezi
Neosilba perezi är en tvåvingeart som beskrevs av Romero och Ruppel 1973. Neosilba perezi ingår i släktet Neosilba och familjen stjärtflugor. Inga underarter finns listade i Catalogue of Life.